# Castellina in Chianti
Castellina in Chianti är en ort och kommun i provinsen Siena i regionen Toscana i Italien. Kommunen hade 2 814 invånare (2018).